# Liêu Đông

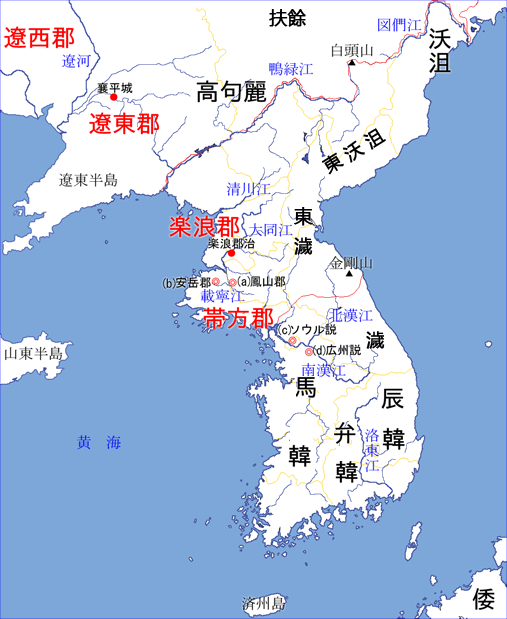
Liêu Đông quận (遼東郡) cùng bán đảo Triều Tiên

Liêu Đông (giản thể: 辽东; phồn thể: 遼東; bính âm: Liáodōng) dùng để chỉ khu vực ở phía đông của Liêu Hà, nay thuộc vùng phía đông và phía nam của tỉnh Liêu Ninh cùng khu vực phía đông nam của tỉnh Cát Lâm. Từ thời Chiến Quốc, Tần, Nhà Hán đến Nam-Bắc triều đã lập Liêu Đông quận trên khu vực này. Liêu Đông cũng là tên quân trấn vào thời đầu Minh, tương đương đại bộ phận tỉnh Liêu Ninh và một số phần của tỉnh Cát Lâm ngày nay. Ngày nay, từ Liêu Đông thường được dùng để chỉ bán đảo Liêu Đông.
Vào thời Chiến Quốc, Yên Trí quận có trị sở tại Tương Bình (nay là thành phố Liêu Dương, lãnh thổ tương đương với phía đông của Đại Lăng Hà thuộc Liêu Ninh ngày nay. Đến thời Đông Hán An Đế, phân thành hai quận Liêu Đông và Liêu Tây, Liêu Đông thuộc quốc đô úy. Trị sở Liêu Đông quận đặt tại Xương Lê (nay là Nghị huyện). Lãnh thổ tương đương với dải đất trung hạ du ở phía tây của Đại Lăng Hà, đến thời Tam Quốc đổi thành Xương Lê quận. Cuối thời Bắc Yên (Ngũ Hồ thập lục quốc) thì Liêu Đông trở thành lãnh thổ Cao Câu Ly. Mãi đến năm 668, khi liên quân Đường - Tân La tiêu diệt Cao Câu Ly thì Liêu Đông mới trở lại thành lãnh thổ của Trung Quốc. Đến thời Ngũ Đại Thập Quốc, vua Hậu Tấn là Thạch Kính Đường đem Yên Vân thập lục châu dâng cho người Khiết Đan, trong đó có cả đất đai Liêu Đông thời đó thuộc Lô Long quân. Người Khiết Đan lập quốc, lấy quốc hiệu là Liêu theo tên sông Liêu Hà.
Vào năm Hồng Vũ thứ 4 (1371) thời Minh Thái Tổ, định ra Liêu đô vệ, đến năm thứ 8 (1375) thì đổi thành Liêu Đông đô ti. Trị sở đặt tại Trung Vệ (nay là Liêu Dương), lãnh thổ tương đương với phần lớn Liêu Ninh ngày nay. Về sau, bộ lạc Ngột Lương Cáp di chuyển xuống phía nam, chiếm vùng nay là hai bên bờ trung du Liêu Hà; từ năm Thiên Khải thứ 1 (1621) đến năm Sùng Trinh thứ 5 (1642), toàn bộ lãnh thổ Liêu Đông dần rơi vào tay quân Hậu Kim, sau này là Nhà Thanh.
Nhà Thanh thi hành chế độ hành chính địa phương, duy trì sự cai trị tuyệt đối của người Mãn Châu. Trong thực tế, một số nơi do người Hán đã sinh sống trong khu vực từ trước, song là sống xen kẽ với các sắc dân khác. Thuận Trị về sau cho đuổi những người Hán ở đây đi, liệt vào cấm địa, cấm chỉ người Hán tiến vào. Nhà Thanh về sau xóa bỏ lệnh cấm, thiết lập tam tỉnh là Phụng Thiên (thời Dân Quốc đổi thành Liêu Ninh), Cát Lâm và Hắc Long Giang.